# Fannia subpubescens
Fannia subpubescens is een vliegensoort uit de familie van de Fanniidae. De wetenschappelijke naam van de soort is voor het eerst geldig gepubliceerd in 1958 door Collin.